# Mónica Franco Izquierdo
Mónica Franco Izquierdo (Bilbao, 1983) es una juez, magistrada y profesora universitaria española, distinguida con la Cruz de San Raimundo de Peñafort.

## Biografía
Nació en 1983 en Bilbao. Se licenció en Derecho por la Universidad del País Vasco, donde también se doctoró en 2017 con la tesis La suspensión de la ejecución de las penas privativas de libertad en el Código penal español, cuestiones controvertidas a las que se enfrentan los tribunales de justicia en su aplicación, dirigida por el catedrático Norberto de la Mata.
Accedió a la carrera judicial por medio de oposiciones a la judicatura, quedando primera de su promoción, y también primera de la 62.a promoción de la Escuela Judicial Española. Se le concedió la Cruz de San Raimundo de Peñafort de segunda clase, que se otorga a los primeros de cada promoción, formando parte de la Orden de San Raimundo de Peñafort.
Desde 2012 es juez de Valmaseda en Vizcaya y en 2016 se la ascendió de categoría de magistrada. También es profesora universitaria en la Universidad del País Vasco.